# Parque Ahuntsic
El Parque Ahuntsic (Ahuntsic Park en inglés,Parc Ahuntsic en francés) es un parque urbano en Montreal, Canadá. Se encuentra en el distrito de Ahuntsic-Cartierville y está bordeado por el bulevar Henri Bourassa al norte, la calle Saint Hubert al este, la calle Lajeunesse al oeste y la calle Fleury al sur. Se encuentra próximo a la terminal Henri-Bourassa.
El parque tiene una superficie de 105 000 m². Hay senderos para peatones y ciclistas, un parque infantil, una bolera, un jardín comunitario, un parque de patinaje y una pista de patinaje cubierta. Alguno de los elementos más característicos son su colina y el estanque. También hay un centro de bienvenida cerca de la entrada del parque.

## Estadio Gary Carter

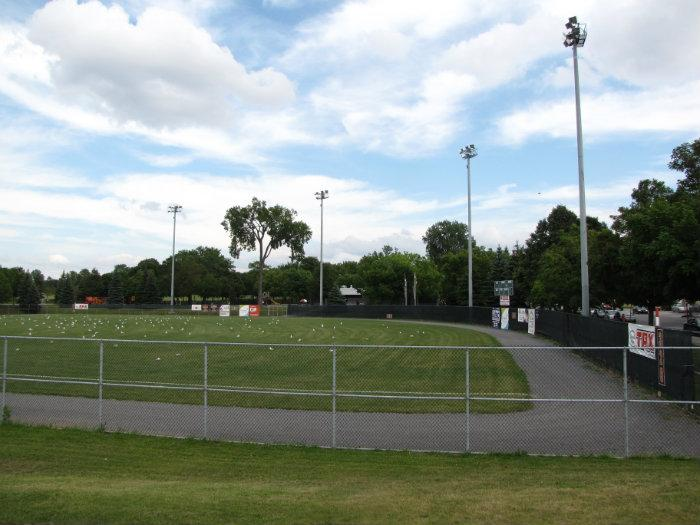
Estadio Gary Carter

El parque también acoge un campo de béisbol que sirve como terreno de juego a los Orioles de Montreal en la Ligue de Béisbol Junior Élite de Quebec y la Ligue de Béisbol Sénior Élite de Quebec.
El 10 de octubre de 2012 el alcalde de Montreal, Gérald Tremblay, y el excomentarista deportivo del Montreal Expos, Rodger Brulotte, anunciaron que el campo de béisbol en Ahuntsic Park se llamaría Estadio Gary Carter después del último Salón de la Fama del Béisbol Gary Carter.
El 11 de mayo de 2013 los Trois-Rivières Aigles  y Québec Capitales, de la Asociación Canadiense Americana de Béisbol Profesional, jugaron un partido de exhibición en el Estadio Gary Carter. Fue el primer partido de béisbol profesional jugado en Montreal desde el último celebrado el 29 de septiembre de 2004.